# Zheng Guanying

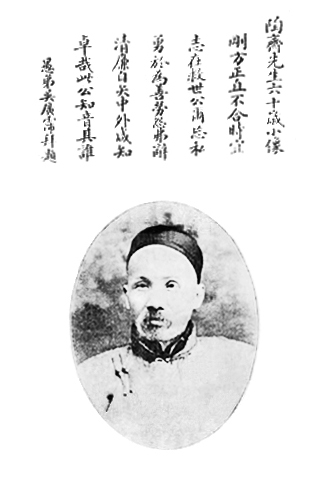
Zheng Guanying

Zhèng Guānyīng (andere Umschrift: Cheng Kuan-Ying, chin. 鄭觀應/郑观应; * 24. Juli 1842 in der Provinz Guangdong; † Mai 1923) war ein chinesischer Reformer. Er war einer der ersten Chinesen, die sich mit dem politischen System des Westens auseinandersetzten und forderte für China die Einführung eines parlamentarischen Regierungssystems. Zheng hatte großen Einfluss sowohl auf Kang Youwei und die Hundert-Tage-Reform als auch auf Sun Yat-sen.

## Leben
Zheng Guanying wird als zweiter von neun Söhnen und acht Töchtern in eine gebildete Händlerfamilie geboren.
Zheng geht 17-jährig nach Shanghai, um eine Kaufmannslehre zu beginnen, nachdem er zuvor die kaiserliche Beamtenprüfung nicht bestanden hatte. Er arbeitete bei mehreren britischen Firmen. Während der verheerenden Hungersnot der Jahre 1878/79 engagiert er sich persönlich, um der leidenden Bevölkerung zu helfen. Wenig später arbeitet er in leitender Stellung in der neu gegründeten Shanghaier Baumwollspinnerei. Diese Spinnerei war die erste ihrer Art in China, ihr Ziel war es, das Land von den überteuerten westlichen Importen weniger abhängig zu machen. Anfang der 1880er Jahre arbeitet Zheng im chinesischen Telegraphenamt, um 1882 einen Posten in der neu gegründeten Staatlichen Chinesischen Schifffahrtsgesellschaft, die den ausländischen Schifffahrtsunternehmen Konkurrenz machen soll, anzunehmen.
Hier macht er in den kommenden Jahren diverse Reformvorschläge, die aus dem Unternehmen eine echte Konkurrenz gegenüber ausländischen Gesellschaften machen sollen, was helfen soll, China Wohlstand und Stärke zu bringen. Zur selben Zeit ist er auch im Auftrag des Prinzen Chun als Waffeneinkäufer und sogar Spion tätig, ebenso in einer diplomatischen Mission nach Bangkok. 1902 wird er Polizeichef in Sanjiang (Provinz Jiangxi), im folgenden Jahr nimmt er ein hohes Amt in der Region Nanning an. Bis zu seinem Tod 1923 arbeitet er – mit einigen Unterbrechungen – bei der erwähnten Schifffahrtsgesellschaft.

## Reformtätigkeiten
Neben seinen Tätigkeiten bei diversen in- und ausländischen Unternehmen war Zheng auch ein wichtiger Reformer seiner Zeit. Seine Hauptgedanken sind in seinem Werk Shengshi Weiyan (chin. 盛世危言, etwa: ‚Warnende Worte in einer blühenden Zeit‘) zu finden. Dabei ging es ihm stets um die Frage, wie sich China angesichts der Dominanz von ausländischen Mächten wieder selbst stärken (zi qiang) kann.
Einen Weg hierzu sieht er in der Stärkung der chinesischen Wirtschaft und Industrie, deren Schwäche er in der wirtschaftspolitischen Ineffektivität des chinesischen Staates verortet. Denn China war seiner Meinung nach stets ein agrarisches Land, während der Westen am Handel orientiert war. Nur wenn China selbst im Handel tätig wird, könne es die Dominanz des Westens brechen. Einen weiteren Grund für die Schwäche Chinas sieht Zheng im Bildungssystem, genauer: im System der Beamtenprüfungen. „Oh Weh! Was sie [die Studenten] lernen, ist nicht das, was sie brauchen; was sie brauchen, ist nicht das, was sie lernen!“
Die konfuzianischen Beamtenprüfungen erfüllten ihren Zweck nicht mehr, das traditionelle Wissen der Klassiker sei zwar nicht als solches zu verwerfen, aber dennoch heute nicht mehr brauchbar, um auf die Anforderungen der Moderne zu reagieren. Deswegen müssten die Prüfungen abgeschafft und Universitäten (daxue) nach westlichem Vorbild eingeführt werden, in denen die Studenten neben geisteswissenschaftlichen Inhalten (worunter u. a. doch noch die Klassiker fallen) vor allem auch naturwissenschaftliche und technische Fächer lernen sollten. Neben Handel und Erziehungssystem sieht Zheng Guanying einen weiteren Grund für die starke Stellung des Westens in dessen demokratischem System. Dieser Gedanke ist im Kapitel Yiyuan des Shengshi Weiyan ausgedrückt (siehe nächsten Punkt).

## Die Idee desYiyuan
China ist für Zheng ein schwaches Land, das vom Westen dominiert wird. Vor allem in Fragen des Handels hat es selbst kaum Spielraum, ist außerdem militärisch unterlegen und politisch schwach. Um dies zu ändern, muss sich China reformieren. Denn China hat Potenzial: „England ist kleiner als manche chinesische Provinz und hat weniger Einwohner, dennoch ist es eine Seemacht und eines der stärksten Länder des Westens.“ Warum ist das so viel größere China so schwach? Den Grund hierfür sieht Zheng in den verschiedenen politischen Systemen.
China, so Zheng, sei ein zentral regierter Staat, in dem jeder nur seine eigenen Interessen verfolge: ganz oben steht der Kaiser, unter ihm die Minister, die oft unfähig und korrupt seien. Ganz unten steht das Volk. Doch sind Volk und Herrscher voneinander getrennt. Der Herrscher weiß nicht, was das Volk will, „die Interessen [zhi] treten in Konflikt“. Und:

„Die heutigen Minister in China kennen nur die Vergangenheit, verstehen aber die Gegenwart nicht. Junge Menschen haben nur westliche Bücher gelesen, sie kennen nur die Gegenwart, aber nicht die Vergangenheit. Beide sind einseitig, sie haben jeweils Vor- und Nachteile. In China gibt es 400 Mio. Menschen, gibt es darunter ein oder zwei, die sowohl Vergangenheit als auch Gegenwart kennen, In- und Ausland kennen, Interessen ausgleichen können und zu einem reichen China beitragen können?“

Im Westen ist dies anders, den hier gibt es Parlamente (yiyuan, chin. 议院). Das westliche Parlament erfüllt für Zheng im Wesentlichen zwei Funktionen:
Erstens stellt es eine Verbindung zwischen Volk und Herrscher dar:
„Das Parlament ist der Ort öffentlicher Diskussion und Politik. Es sammelt die Gedanken des Volkes, die Politik wird am gerechtesten gestaltet, die Gesetzgebung wird ehrlich und gut, die Ideen gerecht und schön“
Durch das Parlament könne sich das Volk also artikulieren. Folglich gilt für China:

„Wenn wir die Ausländer bekämpfen wollen, dann muss das Land stärker werden. Wenn das Land stärker werden soll, müssen die Bürger zufrieden sein. Wenn die Bürger zufrieden sein sollen, muss der Herrscher den Zustand des Volkes kennen. Wenn er den Zustand des Volkes kennen will, braucht er ein Parlament“

Das Parlament stellt also die verloren gegangene Verbindung zwischen Volk und Herrscher wieder her. Zweitens ist das Parlament für Zheng ein Ort zur Findung von politischen Ideen:

„Ob ein Land stark ist, hängt von den Fähigkeiten [cai] der Menschen ab. Ob die Fähigkeiten der Menschen auch genutzt werden, hängt von Wahlen ab. Die Parlamente existieren für die Bürger, die Abgeordneten werden vom Bürger gewählt. Wird das Parlament nur von einer Person gewählt [d. h. vom Kaiser bestimmt], dann ist nicht sicher, ob diese dazu fähig ist.Wenn es von allen Bürgern gewählt wird, dann ist dies viel sicherer.“

Zheng vertraut also auf die Fähigkeiten des Volkes, richtige Entscheidungen treffen zu können. Das Parlament ist ein Ort repräsentativer Partizipation.
Zheng will jedoch nicht etwa das Kaisertum abschaffen, er will es vielmehr wie in konstitutionellen Monarchien mit demokratischen Elementen verbinden. In einer konstitutionellen Monarchie setzt das Volk den Herrscher ein (li jun), nicht mehr das himmlische Mandat.
Der Kaiser steht dabei noch immer über dem Volk und Parlament, denn er kann Gesetzesvorlagen einfach ablehnen. Dabei dürfe er jedoch nicht zu einem Despoten werden. Wenn doch, könne ihn das Volk stürzen. Denn schon im alten China gab es folgenden Spruch, den Zheng auf die Gegenwart überträgt: „Der Himmel erschafft das Volk und setzt den Herrscher ein. Der Herrscher ist wie ein Boot, das Volk wie das Wasser. Das Wasser kann das Boot tragen, es aber auch umwerfen“ (der Spruch geht auf Xunzi zurück).

### Ausgaben
- Dongyuan Xia (Hrsg.): Zheng Guanying Ji Shang Ce. (Gesammelte Werke von Zheng Guanying, Band 1). Shanghai Renmin Chubanshe, Shanghai 1982. (auf Chinesisch)
- Dongyuan Xia (Hrsg.): Zheng Guanying Ji Xia Ce. (Gesammelte Werke von Zheng Guanying, Band 2). Shanghai Renmin Chubanshe, Shanghai 1982. (auf Chinesisch)

### Sekundärliteratur
- Johannes Kehnen: Cheng Kuan-Ying – Unternehmer und Reformer der späten Ch'ing-Zeit. Verlag Otto Harrassowitz, Wiesbaden 1975, ISBN 3-447-01716-3.